# 三浦靖
三浦 靖（みうら やすし、1973年〈昭和48年〉4月9日 - ）は、日本の政治家。
厚生労働大臣政務官、総務大臣政務官、衆議院議員（1期）、参議院議員（1期）、大田市議会議員（3期）を歴任。

## 来歴
島根県大田市生まれ。島根県立大田高等学校を経て、1997年、神奈川大学法学部を卒業。
大学在学中から2005年3月まで衆議院議員の亀井久興の下で秘書を務める。2006年4月大田市議会議員選挙に立候補し初当選、以後3期にわたって務めた。
2017年の第48回衆議院議員総選挙に比例中国ブロックに自由民主党比例名簿20位（単独）で立候補し、初当選した。同年10月31日、秋葉賢也、佐藤明男、鈴木貴子と額賀派に入会。
2019年5月30日、第25回参議院議員通常選挙への不出馬表明後に死去した島田三郎に代わり、「島根・鳥取」の特定枠として比例区の公認候補として擁立することが発表された。同年7月4日、参議院選挙の公示に伴い、自民党比例区特定枠2位で立候補を届け出たため、公職選挙法の規定により衆議院議員を退職（自動失職）となった。三浦の衆議院議員退職に伴い、7月11日の選挙会で次点者の畦元将吾の繰上当選が決定した。参議院選挙では比例区の特定枠順位2位で立候補し当選した。
2021年10月6日、第1次岸田内閣で総務大臣政務官（担当は行政管理、行政評価、統計、恩給）に就任する。
2023年9月、第2次岸田第2次改造内閣で厚生労働大臣政務官に就任。
2024年12月19日、自由民主党島根県連は常任総務会で三浦を翌年7月の第27回参議院議員通常選挙において引き続き比例代表特定枠で擁立する方針で一致した。
2025年1月19日、同年に予定される次期参院選に立候補しない意向を島根県連関係者に伝えたことが報道された。背景として党本部が三浦の特定枠での擁立を認めず、前回の参院選で鳥取・島根選挙区で当選した舞立昇治（鳥取県連所属）と入れ替えて、三浦を同選挙区に擁立する案を提案したことに対し、三浦と島根県連側が「活動を十分していない鳥取県での浸透には時間がない」と反発したことが背景にある。

## 政策
- 選択的夫婦別姓導入に「どちらかと言えば賛成」としている[16]。

## 選挙歴
| 当落 | 選挙                     | 執行日         | 年齢 | 選挙区           | 政党       | 得票数 | 得票率 | 定数 | 得票順位 /候補者数 | 政党内比例順位 /政党当選者数 |
| ---- | ------------------------ | -------------- | ---- | ---------------- | ---------- | ------ | ------ | ---- | ------------------ | ---------------------------- |
| 当   | 2006年大田市議会議員選挙 | 2006年4月2日   | 32   | ーー             | 無所属     | 1529票 | ーー   | 24   | 2/30               | /                            |
| 当   | 2010年大田市議会議員選挙 | 2010年4月4日   | 36   | ーー             | 無所属     | 1314票 | ーー   | 24   | 4/26               | /                            |
| 当   | 2014年大田市議会議員選挙 | 2014年4月6日   | 40   | ーー             | 無所属     | 1115票 | ーー   | 20   | 6/23               | /                            |
| 当   | 第48回衆議院議員総選挙   | 2017年10月22日 | 44   | 比例中国ブロック | 自由民主党 | ーー票 | ーー   | 11   | /                  | 5/5                          |
| 当   | 第25回参議院議員通常選挙 | 2019年07月21日 | 46   | 参議院比例区     | 自由民主党 | 3308票 | 0.02%  | 50   | /                  | 2/19                         |